# Karma Lingpa
Karma Lingpa (en tibetano: ཀརྨ་གླིང་པ་, wylie: kar ma gling pa, n. 1326 — m. 1386) fue un gran tertön (gter ston), esto es, un descubridor de tesoros de la tradición del budismo tibetano, considerado reencarnación de Chokro Lü Gyeltsen quien fuera traductor y discípulo de Padmasambhava. Es conocido como el descubridor y revelador del texto del Bardo Thodol, conocido en occidente como Libro tibetano de los muertos.

## Biografía
Nació en la región de Dakpo, al sureste del Tíbet. Fue el hijo mayor de otro descubridor de tesoros y maestro de la secta Rnying ma del budismo Vajrayana, Nyida Sanggyé.  A la edad de 15 años, con ayuda de su padre, desenterró varios tesoros del monte Gampodar, en cumplimiento de una profecía de Padmasambhava, que consistieron en una serie de manuscritos: El gran compasivo, el loto apacible e iracundo (Thugs rje chen po padma zhi khro) y La autoliberación por el conocimiento de las deidades apacibles e iracundas (Zhi khro dgongs pa rang grol). Una parte de este último manuscrito, conocido como La liberación por audición durante el estado intermedio (bar-do thos-grol), sería el que posteriormente publicaría en inglés Walter Evans-Wentz, en 1927, como el Libro tibetano de los muertos.
Conforme a una leyenda, la muerte de Karma Lingpa fue causada por su esposa y uno de sus discípulos, quienes lo envenenaron. Karma Lingpa trató de salvarse practicando una técnica enseñada por su padre consistente en la transferencia de su conciencia a un cadáver, lo que realizó exitosamente con una ave. Con esta forma voló al monte Meru para conseguir el antídoto y llevarlo hasta su cuerpo humano, que era custodiado por su padre. Al tercer día, yendo contra la voluntad del padre, el discípulo y la esposa colocaron el cuerpo de Karma Lingpa en la pira funeraria. En ese momento llegó el ave con la medicina, que estuvo a punto de depositarla en sus labios cuando el discípulo atacó al ave y terminó quemando el cuerpo del maestro budista.
Algunos textos refieren que Karma Lingpa dejó un hijo llamado Nyida Chöje, que fue uno de los principales encargados en el resguardo y difusión de los textos descubiertos por su padre, específicamente La autoliberación por el conocimiento de las deidades apacibles e iracundas que debía heredarse a una sola persona por tres generaciones.